# 北村英男
北村 英男（きたむら ひでお、1947年 - ）は、日本の物理学者。理学博士（京都大学、1977年）。理化学研究所光源研究開発グループリーダー。京都府京都市生まれの大阪市出身。
放射光光源の世界的権威で、ネオジム磁石を使用した各種の放射光を開発した。なかでも真空内に永久磁石を設置する真空封止アンジュレータは、SPring-8をはじめ、世界中の放射光施設で採用されている。

## 略歴
- 1966年3月 大阪府立天王寺高等学校卒業
- 1970年3月 京都大学理学部物理学科卒業
- 1976年8月 京都大学大学院理学研究科物理学第一専攻博士課程単位取得退学
- 1976年9月 東京大学物性研究所助手
- 1980年5月 高エネルギー物理学研究所放射光実験施設助手
- 1985年4月 高エネルギー物理学研究所放射光実験施設助教授
- 1990年4月 高エネルギー物理学研究所放射光実験施設教授
- 1993年4月 理化学研究所主任研究員
- 2008年4月 理化学研究所X線自由電子レーザー計画推進本部光源研究開発グループリーダー

## 受賞歴
- 1991年 仁科記念賞『挿入型放射光源の開発研究』
- 2004年 兵庫県科学賞『SPring-8への貢献』
- 2005年 文部科学大臣賞科学技術賞（研究部門）『真空封止短周期アンジュレータの研究』